# Juan José Bada Turanzas
Juan José Bada Turanzas (28 de noviembre de 1888-1975), hijo de Juan Bada Andrés y de Baltasara Turanzas del Valle, emigrante en México, médico y escritor.
Emigró a México, país donde se formó académicamente realizando estudios de Bachillerato en el Instituto de Veracruz, y posteriormente obtuvo la licenciatura en Medicina. Comenzó en la prensa local su actividad como escritor formando parte del llamado Grupo Literario de Puebla con José María Cordero, Ignacio Pérez Salazar, Felipe Neri Castillo, Eduardo Gómez Haro, y Manuel Rivadeneyra Palacios. 
Juan Jóse Bada Turanzas nació en Nueva de Llanes, Asturias un 28 de noviembre de 1888. Como los adolescentes de su tiempo y ante la necesidad de huir de una zona rural con pocos recursos, emigró a instancias de su hermano mayor a México y se establece en la ciudad portuaria de Veracruz. Contaba con 14 años de edad cuando llegó al país azteca  con grandes inquietudes por la cultura y el estudio. Se inició en el comercio trabajando como dependiente en el negocio familiar,  ocupación que alterna con los estudios de Bachillerato. Pronto descubre su amor hacia la literatura y comienza a colaborar con el periódico poblano El Presente. Concluidos los estudios de Bachiller en 1911 se traslada a la capital a México DF para iniciar los estudios reglados en la Escuela Nacional de Medicina. Finalizada la carrera, en 1918 se especializa en pediatría trabajando en el Hospital Juárez y en el Hospital General bajo la dirección de su profesor y amigo el Dr. José Torres Torija. En esta etapa Bada Turanzas colabora con el Departamento de Salubridad Pública. En el DF continua con sus colaboraciones literarias y periodísticas y defiende su tesis doctoral que titula La inflamación. Estudio de Patología General. 
En el año 1928 fue becado por la Universidad Nacional de México, donde ejercía como profesor de Terapéutica Médica, para ampliar sus estudios en París, Roma y Madrid ciudad esta última donde revalda su título de Doctor en Medicina. En el año 1930 fija definitivamente su residencia en España, en la ciudad de Santander.
Fue un gran profesional de la medicina pero también realizó una extraordinaria labor en el mundo de las letras. Cultivó diferentes géneros aunque brilló especialmete en el ensayo, la biografía y los temás médicos. Falleció en Santander en 1975.